# Ultima Necat
Les éditions Ultima Necat ont été fondées en 2012 à Perpignan (Pyrénées-Orientales) par Florence Moreau alias Gil Graff et Philippe Salus, créateur des éditions Mare Nostrum et six autres passionnés de littérature,.

## Catalogue
Fiction
- Paul Arquier-Parayre, Les treize exorcismes de Salomon Joch : nouvelles, 2013, 132 p. (ISBN 978-2-36771-004-4, BNF 43906851)[6]
- Sylvie Gaillaguet, Les Ganguesses : roman noir, 2012, 298 p. (ISBN 978-2-36771-001-3, BNF 43906862)[8]
- Gil Graff, Chronodrome : Requiem pour une racaille : Roman uchronique, 2013 (ISBN 978-2-36771-000-6)[9]
- Gil Graff, Personne ne parlera de nous lorsque nous serons morts, 2014, 337 p. (ISBN 978-2-36771-005-1, BNF 43906845)[10],[11]
  - Prix Vendémiaire des Vendanges littéraires de Rivesaltes, 2014[12].
  - Prix Littérature Pyrénées du Salon du Livre pyrénéen de Bagnères-de-Bigorre, 2014[13].
- Joan Tocabens (ill. Michèle Vert-Nibet), 13 contes et légendes du Pays Catalan, 2014, 98 p. (ISBN 978-2-36771-007-5)

Essais
- Thierry Blaise, Coïncidences : Chroniques de la magie ordinaire, 2013 (ISBN 978-2-36771-003-7, BNF 44227959)
- Fabricio Cárdenas, 66 petites histoires du Pays Catalan, coll. « Les vieux papiers », 2014, 141 p. (ISBN 978-2-36771-006-8, BNF 43886275)[14],[15]
- Joan Tocabens, Herbes magiques et petites formules : Sorcellerie en Roussillon et autres Pays Catalans, 2012, 141 p. (ISBN 978-2-36771-002-0, BNF 43906857)
- Joan Tocabens, Herbes sauvages et petites recettes : Plantes sauvages comestibles du Pays Catalan, 2016 (ISBN 978-2-36771-008-2)

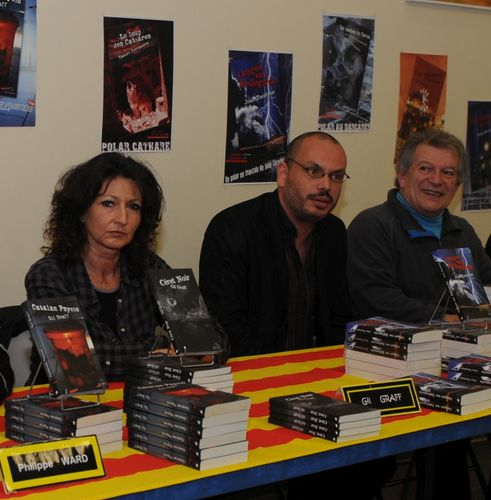
Gil Graff, Fabricio Cárdenas et Joan Tocabens à Canet-en-Roussillon (2011)